# Khartoum (film)
Khartoum  este un film britanic epic din 1966 regizat de Basil Dearden  (și Eliot Elisofon - scenele introductive) după un scenariu de  Robert Ardrey. Este produs de Julian Blaustein.  Rolurile principale au fost interpretate de actorii Charlton Heston ca Gen. Charles "Chinese" Gordon și Laurence Olivier ca Mahdi (Muhammad Ahmed) și se bazează pe relatări istorice ale organizării apărării orașului sudanez Khartoum în fața armatei lui  Mahdi în timpul asedierii orașului. A fost nominalizat la Premiul Oscar pentru cel mai bun scenariu original - Robert Ardrey.
Khartoum a fost filmat de cineastul Ted Scaife în Technicolor și Ultra Panavision 70 și a fost proiectat pe un ecran Cinerama de 70 mm la premiera sa. O nuvelizare a scenariului a fost scrisă de Alan Caillou.
Filmul a avut premiera mondială la Casino Cinerama Theatre, West End, Londra, la 9 iunie 1966 în prezența Prințesei Margaret, Contesă de Snowdon.

## Prezentare
În 1883, în Sudan, o forță slab pregătită de 10.000 de egipteni sub comanda colonelului britanic William "Billy" Hicks (Edward Underdown) este ademenită în deșert și măcelărită de fanatici musulmani conduși de Muhammad Ahmad (Laurence Olivier), un fanatic sudanez arab care crede că este Mahdi, despre care este profețit că "este cel așteptat." Premierul britanic William Gladstone (Ralph Richardson), care nu dorește să mai trimită forțe militare la Khartoum, este forțat să-l trimită pe eroul britanic generalul-maior Charles George Gordon (Charlton Heston) pentru a salva situația și pentru a restabili prestigiul britanic știrbit. Gordon are legături puternice în Sudan, deoarece a distrus în trecut comerțul cu sclavi, dar Gladstone nu are încredere în el. Gordon are o reputație datorită convingerilor sale religioase puternice dar excentrice, de aceea el și-a urmat întotdeauna propria judecată, indiferent de ordinele primite. Lordul Granville Leveson-Gower, secretarul britanic de externe (Michael Hordern), știind acest lucru, îi spune lui Gladstone că prin trimiterea lui Gordon la Khartoum, guvernul britanic poate ignora toată presiunea publică de a trimite o armată acolo și că este absolvit de orice responsabilitate dacă Gordon ignoră ordinele. Gladstone este ușor șocat la auzul acestei sugestii, dar pentru a avea relații bune cu publicul și cu regina Victoria, este de acord.  
Lui Gordon i se spune că misiunea de a evacua trupele și civilii nu este sancționată de guvernul britanic, care va dezaproba orice responsabilitate în cazul în care nu reușește. I se dau puține resurse și doar un singur consilier, colonelul J. D. H. Stewart (Richard Johnson). După o încercare nereușită de a-l recruta pe fostul proprietar de sclavi Zobeir Pasha (Zia Mohyeddin), Gordon și Stewart călătoresc în Khartoum, unde Gordon este primit ca un adevărat salvator al orașului, la sosirea sa în februarie 1884. El începe organizarea apărării și ralierea  poporului, în ciuda protestelor lui Stewart care afirmă că nu pentru acest lucru au venit în Khartoum.
Prima mișcare a lui Gordon este de a-l vizita pe Mahdi în tabăra sa, însoțit de un singur slujitor. El câștigă respectul lui Mahdi și, în timpul negocierilor verbale, descoperă că liderul rebel intenționează să dea un exemplu din Khartoum prin cucerirea orașului și uciderea tuturor locuitorilor săi. Orașul Khartoum se află la confluența Nilului Alb cu Nilul Albastru. Fiind un inginer militar calificat, Gordon nu irosește niciun moment la întoarcerea sa, dând instrucțiuni să fie săpat un șanț intre cele doua râuri pentru a oferi protecție suplimentară. 
În Marea Britanie, Gladstone, informat despre cât de disperată a devenit situația, îi ordonă lui Gordon să plece, dar, așa cum se temuse, comanda sa este ignorată. De-a lungul următoarelor câteva luni, Gladstone este forțat prin proteste publice să formeze o forță militară de intervenție, dar consideră că nu există nici o urgență pentru a o trimite la Khartoum, în speranța că Gordon își va veni în fire și se va salva el însuși.
Gordon, însă, are alte idei. Când apele Nilului se retrag în timpul iernii, ceea ce duce la uscarea șanțului defensiv, mica armată egipteană este în cele din urmă copleșită de 100.000 de musulmani. La 26 ianuarie 1885, orașul cade în timpul unui atac frontal masiv. Gordon însuși este ucis alături de întreaga garnizoană și de populația de aproximativ de 30.000 civili, deși Mahdi a interzis uciderea lui Gordon. Capul lui Gordon este tăiat, pus pe un băț lung și cărat în triumf prin tot orașul, contrar ordinelor lui Mahdi.
Ajutoarele au ajuns cu două zile prea târziu.
Britanicii s-au retras din Sudan la scurt timp după aceea. Mahdi a murit șase luni mai târziu. În Marea Britanie, presiunea publică și furia provocată de soarta lui Gordon a forțat în cele din urmă imperiul să reinvadeze Sudanul zece ani mai târziu. Khartoum  a fost recucerit în 1898. 

## Distribuție
- Charlton Heston - General Charles Gordon
- Laurence Olivier - Muhammad Ahmad, cel Așteptat
- Richard Johnson - Col. John Stewart
- Ralph Richardson - William Ewart Gladstone, Prim Ministru
- Alexander Knox - Sir Evelyn Baring, Consul-General al Egiptului
- Johnny Sekka -  Khaleel
- Nigel Green - General Wolseley
- Michael Hordern - Lord Granville, secretarul britanic de externe
- Peter Arne - Major Kitchener
- Hugh Williams - Lord Hartington
- Zia Mohyeddin - Zobeir Pasha
- Ralph Michael - Charles Duke
- Douglas Wilmer -  Khalifa Abdullah
- Edward Underdown - William Hicks
- Alan Tilvern - Awaan

## Producție
Inițial filmul trebuie să fie realizat cu Laurence Olivier, Burt Lancaster și regizorul Lewis Gilbert, dar Paramount nu a avut resurse suficiente. Între timp, Gilbert a regizat Alfie. Filmările au avut loc în Egipt, la Pinewood Studios și în Londra.
Acesta a fost ultimul film realizat în Ultra Panavision, următorul fiind Cei 8 odioși 49 de ani mai târziu.

## Primire
Pe web-site-ul Rotten Tomatoes, filmul are un scor de 100% pe baza a 12 recenzii.
| Nominalizări:                                         |                  |
| Premiul Oscar pentru cel mai bun scenariu original    | Robert Ardrey    |
| Premiul BAFTA pentru cel mai bun actor britanic       | Ralph Richardson |
| Premiul BAFTA pentru cea mai bună scenografie (color) | John Howell      |